# Amaurobius hercegovinensis
Amaurobius hercegovinensis is een spinnensoort in de taxonomische indeling van de nachtkaardespinnen (Amaurobiidae).
Het dier behoort tot het geslacht Amaurobius. De wetenschappelijke naam van de soort werd voor het eerst geldig gepubliceerd in 1915 door Wladislaus Kulczynski.